# اوللو-ترکمه
اوللو-ترکمه (به لاتین: Ullu-Terkeme) یک منطقهٔ مسکونی در روسیه است که در داغستان واقع شده‌است.